# Sabine Hedinger
Sabine Hedinger (* 3. Januar 1953 in Ludwigsburg) ist eine deutsche Übersetzerin. Sie lebt in Frankreich und überträgt überwiegend englischsprachige Literatur ins Deutsche.

## Leben und berufliche Tätigkeit
Sabine Hedinger studierte Erziehungswissenschaften, Soziologie und Jugend- und Familienrecht. Anschließend arbeitete sie als Jugendberaterin und -therapeutin in Deutschland und den Vereinigten Staaten. Seit Mitte der 1980er Jahre übersetzt sie frei- und hauptberuflich Belletristik aus dem Englischen und Amerikanischen ins Deutsche. Anfang der 1990er Jahre lebte sie in Hamburg und war damals Mitglied der Fachgruppe Literatur in der „Bundessparte Übersetzer“ der IG-Medien und des Verbandes deutscher Schriftsteller. 1995 zählte sie zu den Empfängern des Hamburger Förderpreises für literarische Übersetzungen.
Zu ihren bekanntesten Übersetzungsarbeiten zählen der Bestseller Wenn Frauen zu sehr lieben (englisch Women Who Love Too Much) von Robin Norwood und der 1989 mit dem Los Angeles Times Book Prize ausgezeichnete Roman der Britin Fay Weldon mit dem deutschen Titel Kein Wunder, dass Harry sündigte (englisch The Heart of the Country). Sie übersetzte zahlreiche Werke weiterer überwiegend kanadischer und US-amerikanischer Autoren, darunter Joan Didion, Rachel Cusk, Deborah Eisenberg, David Leavitt, Benjamin Alire Sáenz, Bret Easton Ellis und Norman Rush.
Die Ledig-Rowohlt-Stiftung ehrte die Übersetzerin im Jahr 2000 mit dem hoch dotierten Heinrich Maria Ledig-Rowohlt-Preis „für ihre herausragenden Übersetzungen anspruchsvoller zeitgenössischer amerikanischer Literatur, insbesondere für ihre Übertragung der Essays und des Romans "Nach dem Sturm" von Joan Didion“.
Seit mehr als 20 Jahren lebt Sabine Hedinger in Vincennes östlich von Paris. Hin und wieder übersetzt sie auch aus dem Französischen ins Deutsche; so war sie als eine von drei Übersetzern an der Entstehung der deutschen Fassung des Buches Mein Kampf: Histoire d'un livre (deutsch: Hitlers „Mein Kampf“) des französischen Journalisten und Schriftstellers Antoine Vitkine beteiligt, das 2015 bei Hoffmann & Campe erschien.
Sie ist Mitglied im Verband deutschsprachiger Übersetzer literarischer und wissenschaftlicher Werke, VdÜ, und verfasst in unregelmäßigen Abständen Beiträge für die Verbandszeitschrift Übersetzen.